# Basananthe heterophylla
Basananthe heterophylla är en passionsblomsväxtart som beskrevs av Schinz. Basananthe heterophylla ingår i släktet Basananthe och familjen passionsblomsväxter. Inga underarter finns listade i Catalogue of Life.